# 聖馬特奧 (阿拉瓜州)

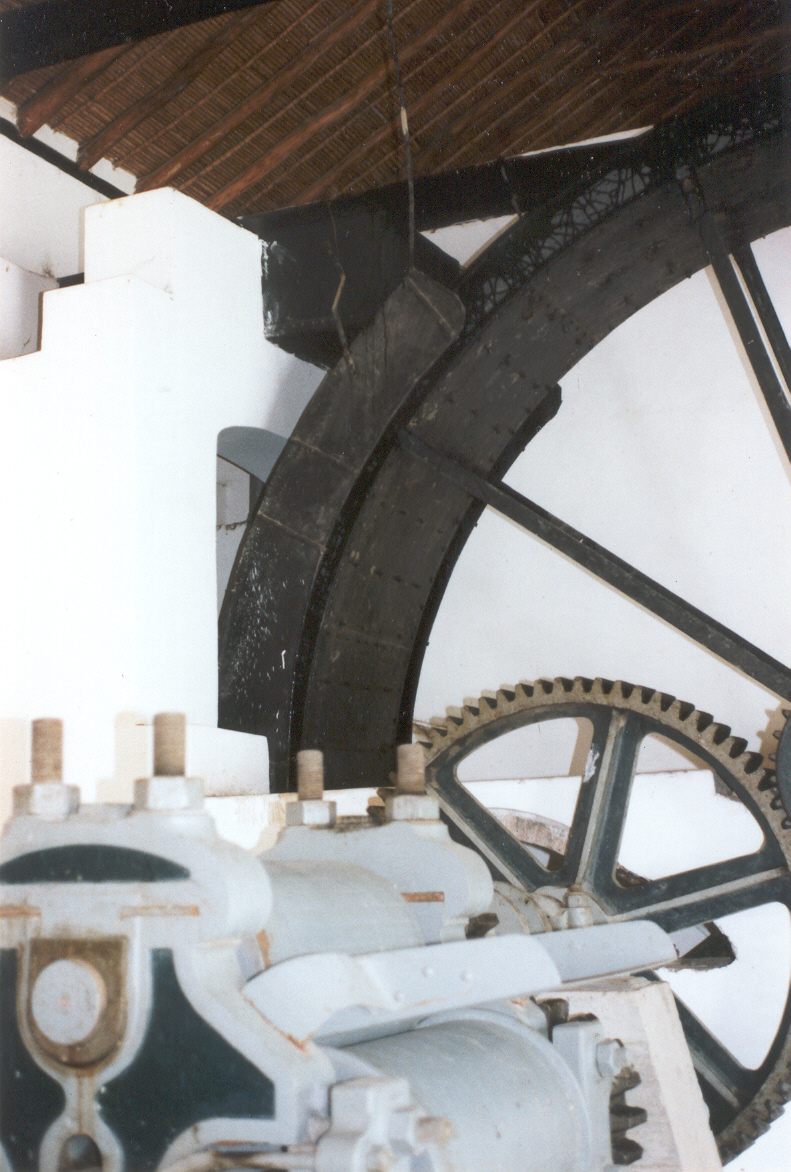

聖馬特奧是委內瑞拉的城市，位於該國北部，由阿拉瓜州負責管轄，距離拉維多利亞11公里，始建於1620年11月30日，面積55平方公里，海拔高度517米，2001年人口38,062。